# Raïon de Boryspil
Le raïon de Boryspil (en ukrainien : Бориспільський район) est un raïon (district) dans l'oblast de Kiev en Ukraine.
Avec la réforme administrative du 18 juillet 2020, le raïon est étendu aux dépens des raïons de Barychivka, Pereïaslav-Khmelnytsky et Yahotyn.

## Lieux d’intérêt

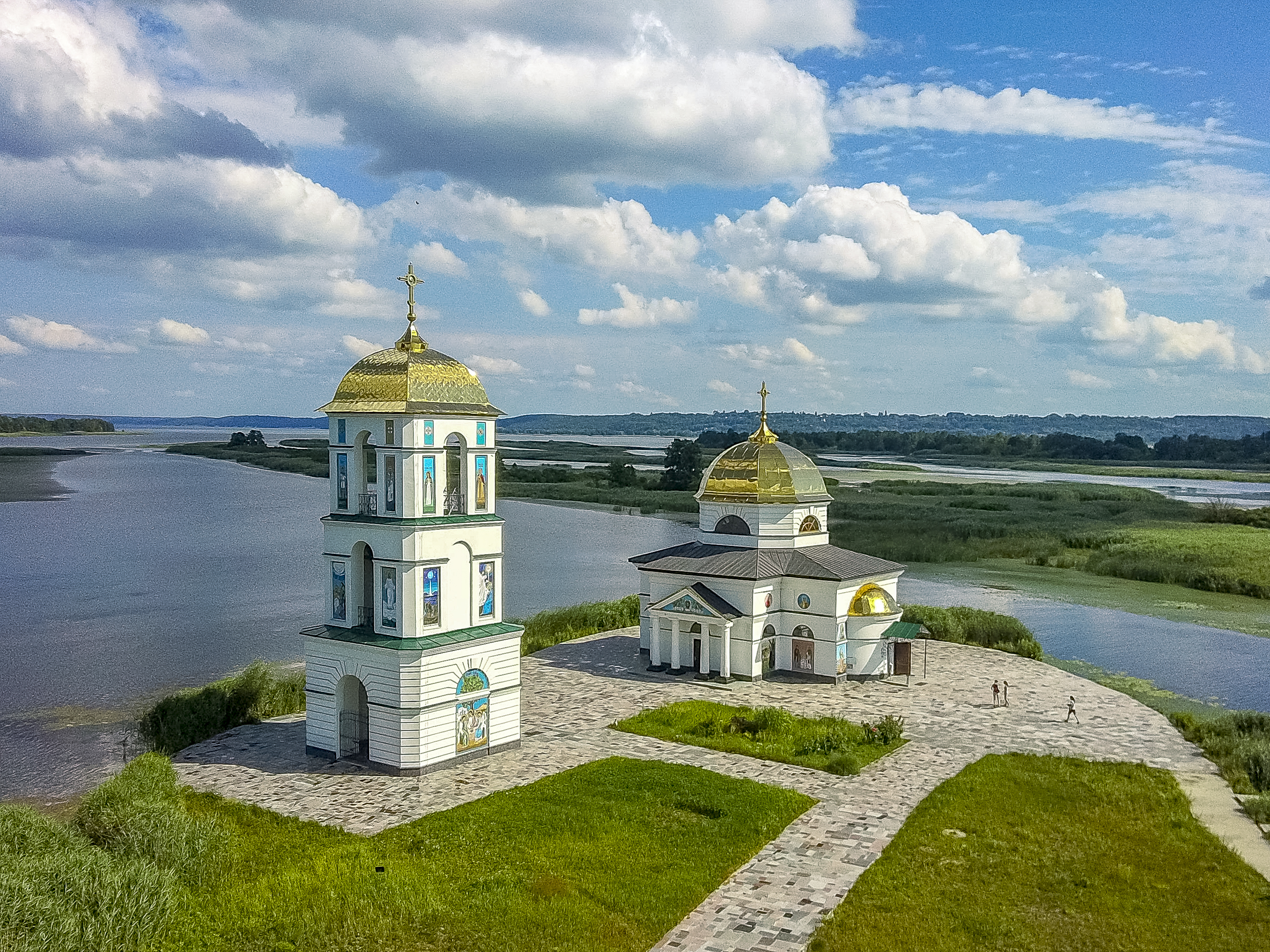
église de la Transfiguration, classé[1] à Husyntsi,
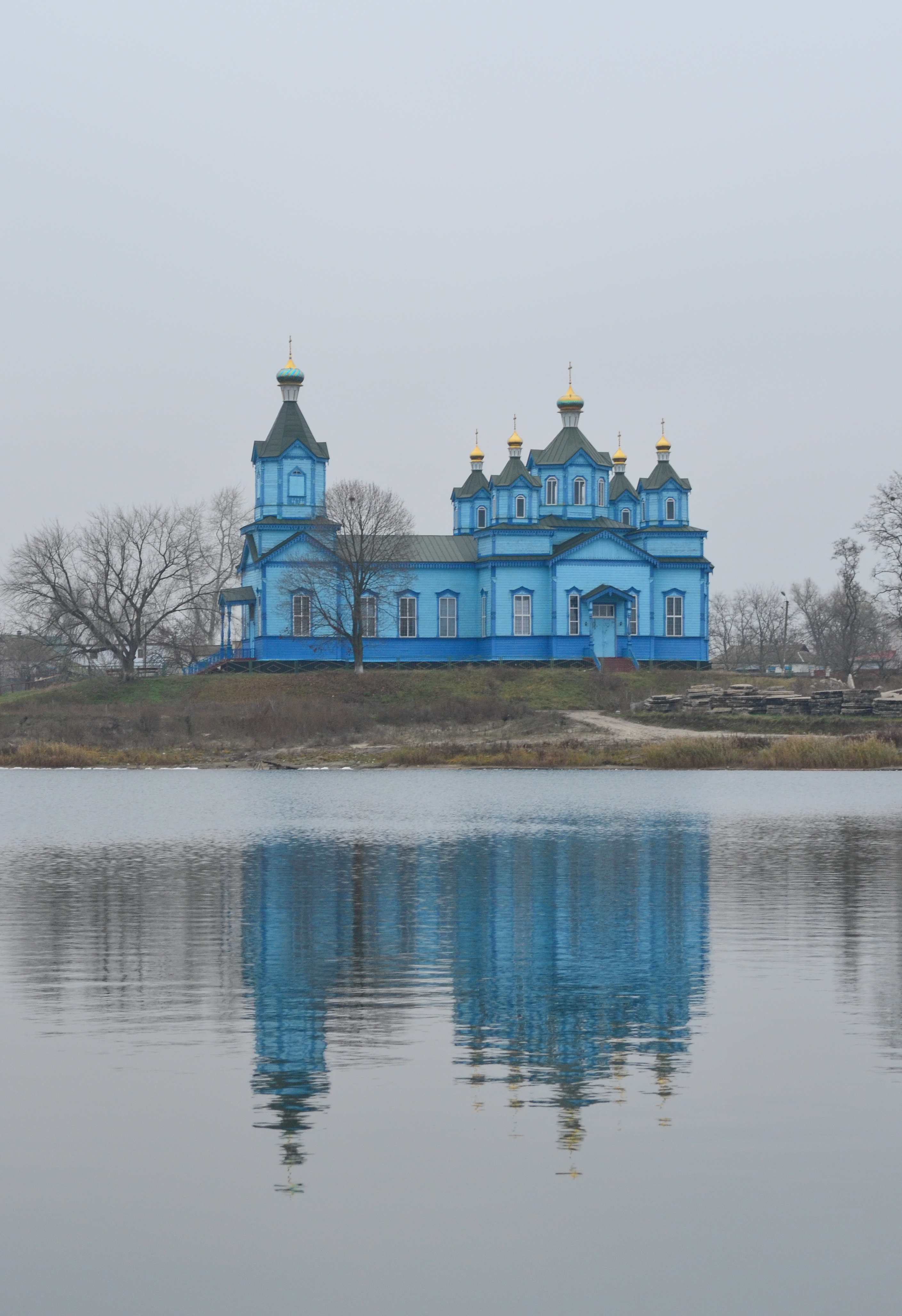
église Saint-Nicolas à Rohoziv, classée[2],
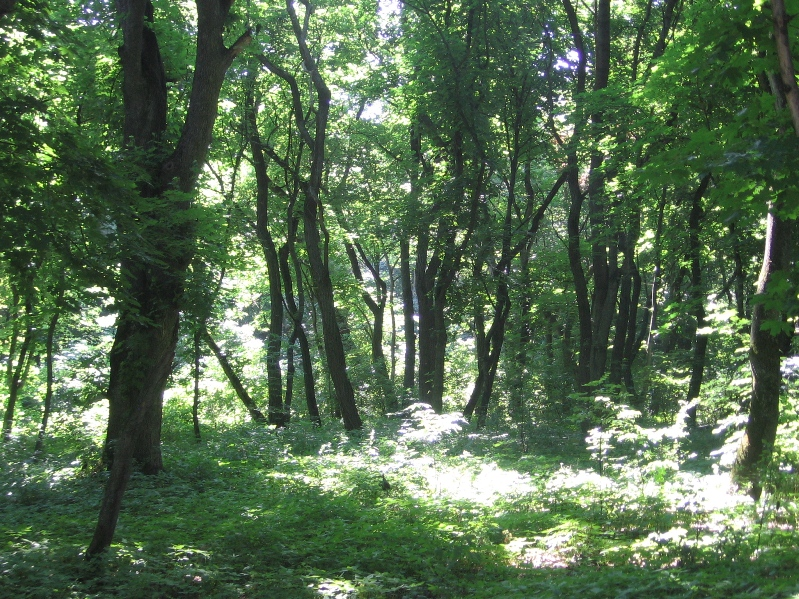
parc Sulymivskyi, classé[3],[4] à Tchervka,
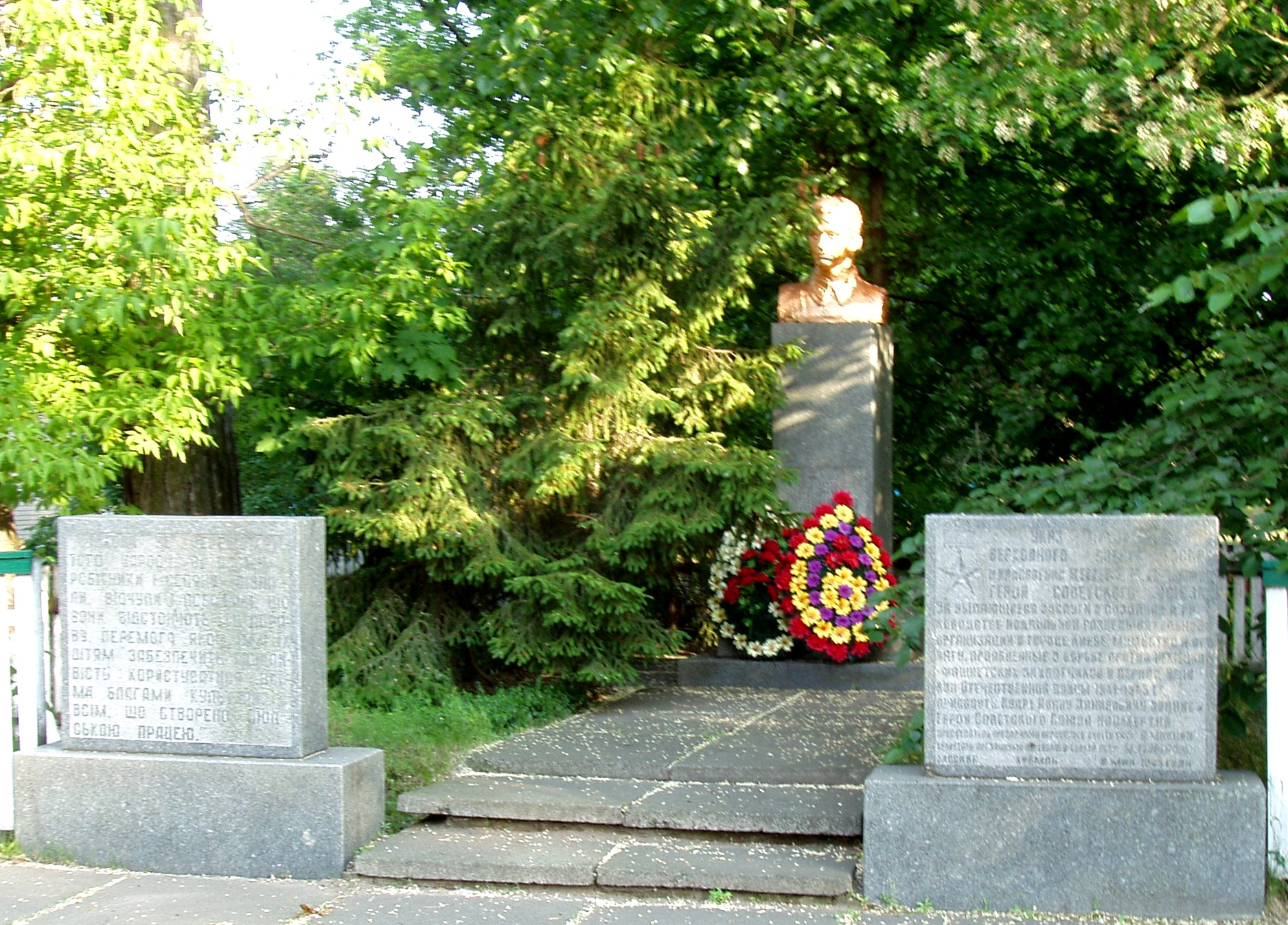
au soldat Yvan Koudria, classé[5].